# 3970 Ерран
3970 Ерран (3970 Herran) — астероїд головного поясу, відкритий 28 червня 1979 року.
Тіссеранів параметр щодо Юпітера — 3,377.